# Worms (videogioco 1995)
Worms è un videogioco strategico a turni con movimenti d'azione sviluppato da Team17 per sistemi Amiga nel 1995.
Il gioco è basato su due o più fazioni di vermi-soldato che combattono con armi da guerra, sulle classiche basi di un videogioco strategico a turni; il giocatore controlla una squadra di quattro o più componenti contro l'intelligenza artificiale o un altro giocatore il cui scopo è la conquista del terreno di gioco tramite l'eliminazione fisica o la resa dell'avversario.
Il videogioco è il capostipite della serie di videogiochi Worms e, visto il successo ottenuto, venne convertito per molti altri sistemi.
Di questo titolo venne pubblicata l'espansione Worms Reinforcements, e la raccolta Worms United che include Worms e l'espansione.

## Modalità di gioco
I giocatori hanno a disposizione un arsenale che spazia dalle armi bianche alle armi da fuoco, arrivando fino agli attacchi comandati a distanza, e può usare un solo attacco per turno, ad eccezione di qualche arma o oggetto particolare che può essere usato più volte nello stesso turno; in alternativa può usare oggetti dall'utilità strategica come il martello pneumatico per scavare buchi, la trave per superare fossi, la corda elastica per spostarsi a mo' di liana, e il teletrasporto.
Al di fuori del lanciarazzi standard, sia le armi che gli oggetti hanno un numero di utilizzi limitato ma incrementabile grazie a delle casse che cadono a intervalli regolari sul campo di gioco, che contengono altre armi o munizioni. Ogni arma causa un danno che va da 1 a una quantità teoricamente infinita, dato che sul campo di gioco sono presenti anche mine e barili esplosivi che a loro volta, se colpiti, possono causare ulteriori danni.
Lo scenario di gioco è solitamente costituito da un'isola o da un insieme di isole, generate casualmente ad ogni partita; le armi, oltre a uccidere i vermi, danneggiano anche lo scenario, che potenzialmente può essere distrutto del tutto. I vermi che entrano a contatto dell'acqua (o perché vi cadono o perché il terreno sotto di loro viene distrutto) muoiono istantaneamente.

Il potere distruttivo delle armi non è selettivo: il loro effetto si estende cioè a qualsiasi verme che si trovi nel loro raggio d'azione, anche proprio, il che potrebbe portare a casi di "fuoco amico". Dopo un certo periodo di tempo, qualora la partita non si fosse ancora conclusa, si entra in modalità Sudden Death durante la quale tutti i vermi presenti sul campo di gioco vedono scendere i loro punti vita a 1 solo punto e sale il livello dell'acqua presente in basso sullo schermo.

Un ulteriore fattore caratterizzante delle partite è il vento, variabile da partita a partita, da turno a turno, che influenza la direzione delle armi da fuoco.

## Sviluppo
Worms deriva da Total Wormage, un demo in Blitz BASIC sviluppato amatorialmente da Andy Davidson di Bournemouth per un concorso della rivista Amiga Format. All'epoca il demo non fu notato, ma Davidson riuscì a ripresentarlo all'European Computer Trade Show; qui la Team17 capì il potenziale del gioco, poi ingaggiò Davidson e fece evolvere il demo in Worms entro 14 mesi. Tuttavia fu fondamentale il contributo di Marcus Dyson, che aveva iniziato alla Team17 come project manager di Alien Breed: Tower Assault, poi era divenuto redattore di Amiga Format, e poi con il declino dell'Amiga era rientrato in Team17. Dyson si ricordò che l'editrice della rivista conservava tutti i diritti su Total Wormage, ma Dyson riuscì a farsi cedere senza obiezioni tali diritti dal suo ex datore di lavoro, prima che si potesse sospettare il grande successo che avrebbe avuto Worms.